# Makrokylindrus sandersi
Makrokylindrus sandersi är en kräftdjursart som beskrevs av Daniel Reyss 1974. Makrokylindrus sandersi ingår i släktet Makrokylindrus och familjen Diastylidae. Inga underarter finns listade i Catalogue of Life.